# Eleições autárquicas portuguesas de 1993 no distrito de Santarém
| Eleições autárquicas portuguesas de 1993 Distritos: Aveiro \| Beja \| Braga \| Bragança \| Castelo Branco \| Coimbra \| Évora \| Faro \| Guarda \| Leiria \| Lisboa \| Portalegre \| Porto \| Santarém \| Setúbal \| Viana do Castelo \| Vila Real \| Viseu \| Açores \| Madeira |

## Resultados por concelho
Os resultados nos concelhos do distrito de Santarém foram os seguintes:

### Abrantes
| Partido                 | Partido                           | Votos  | %               | +/-   | Vereadores | +/-  |
| ----------------------- | --------------------------------- | ------ | --------------- | ----- | ---------- | ---- |
|                         | Partido Socialista                | 12 532 | 47,72 / 100,00  | 16,06 | 4 / 7      | 2    |
|                         | Partido Social Democrata          | 6 730  | 25,62 / 100,00  | 7,69  | 2 / 7      | 1    |
|                         | Coligação Democrática Unitária    | 4 131  | 15,73 / 100,00  | 8,10  | 1 / 7      | 1    |
|                         | Partido Popular                   | 890    | 3,39 / 100,00   | -     | 0 / 7      | -    |
|                         | Partido da Solidariedade Nacional | 217    | 0,83 / 100,00   | Novo  | 0 / 7      | Novo |
| Votos Inválidos         | Votos Inválidos                   | 1 764  | 6,72 / 100,00   | 1,50  |            |      |
| Total                   | Total                             | 26 264 | 100,00 / 100,00 |       | 7 / 7      |      |
| Eleitorado/Participação | Eleitorado/Participação           | 40 870 | 64,26 / 100,00  | 3,41  |            |      |

### Alcanena
| Partido                 | Partido                        | Votos  | %               | +/-  | Vereadores | +/-     |
| ----------------------- | ------------------------------ | ------ | --------------- | ---- | ---------- | ------- |
|                         | Partido Socialista             | 4 145  | 46,55 / 100,00  | 8,25 | 4 / 7      | 1       |
|                         | Partido Social Democrata       | 3 543  | 39,79 / 100,00  | 9,63 | 3 / 7      | 1       |
|                         | Coligação Democrática Unitária | 885    | 9,94 / 100,00   | 1,21 | 0 / 7      | Estável |
| Votos Inválidos         | Votos Inválidos                | 331    | 3,72 / 100,00   | 0,31 |            |         |
| Total                   | Total                          | 8 904  | 100,00 / 100,00 |      | 7 / 7      |         |
| Eleitorado/Participação | Eleitorado/Participação        | 12 196 | 73,01 / 100,00  | 5,22 |            |         |

### Almeirim
| Partido                 | Partido                        | Votos  | %               | +/-   | Vereadores | +/-     |
| ----------------------- | ------------------------------ | ------ | --------------- | ----- | ---------- | ------- |
|                         | Partido Socialista             | 7 091  | 61,75 / 100,00  | 32,16 | 5 / 7      | 3       |
|                         | Coligação Democrática Unitária | 2 051  | 17,86 / 100,00  | 7,03  | 1 / 7      | 1       |
|                         | Partido Social Democrata       | 1 707  | 14,87 / 100,00  | 1,10  | 1 / 7      | Estável |
|                         | Partido Popular                | 275    | 2,39 / 100,00   | -     | 0 / 7      | -       |
| Votos Inválidos         | Votos Inválidos                | 359    | 3,13 / 100,00   | 0,53  |            |         |
| Total                   | Total                          | 11 483 | 100,00 / 100,00 |       | 7 / 7      |         |
| Eleitorado/Participação | Eleitorado/Participação        | 18 004 | 63,78 / 100,00  | 5,56  |            |         |

### Alpiarça
| Partido                 | Partido                        | Votos | %               | +/-  | Vereadores | +/-     |
| ----------------------- | ------------------------------ | ----- | --------------- | ---- | ---------- | ------- |
|                         | Coligação Democrática Unitária | 2 334 | 52,36 / 100,00  | 5,30 | 3 / 5      | 1       |
|                         | Partido Socialista             | 1 224 | 27,46 / 100,00  | 1,24 | 2 / 5      | 1       |
|                         | Partido Social Democrata       | 548   | 12,29 / 100,00  | 3,70 | 0 / 5      | Estável |
|                         | Partido Popular                | 113   | 2,53 / 100,00   | -    | 0 / 5      | -       |
| Votos Inválidos         | Votos Inválidos                | 239   | 5,36 / 100,00   | 0,31 |            |         |
| Total                   | Total                          | 4 458 | 100,00 / 100,00 |      | 5 / 5      |         |
| Eleitorado/Participação | Eleitorado/Participação        | 6 750 | 66,04 / 100,00  | 1,35 |            |         |

### Benavente
| Partido                 | Partido                        | Votos  | %               | +/-  | Vereadores | +/-     |
| ----------------------- | ------------------------------ | ------ | --------------- | ---- | ---------- | ------- |
|                         | Coligação Democrática Unitária | 5 510  | 63,64 / 100,00  | 8,40 | 5 / 7      | 1       |
|                         | Partido Socialista             | 1 475  | 17,04 / 100,00  | 9,05 | 1 / 7      | 1       |
|                         | Partido Social Democrata       | 1 277  | 14,75 / 100,00  | 0,49 | 1 / 7      | Estável |
| Votos Inválidos         | Votos Inválidos                | 396    | 4,58 / 100,00   | 0,17 |            |         |
| Total                   | Total                          | 8 658  | 100,00 / 100,00 |      | 7 / 7      |         |
| Eleitorado/Participação | Eleitorado/Participação        | 15 332 | 56,47 / 100,00  | 1,29 |            |         |

### Cartaxo
| Partido                 | Partido                        | Votos  | %               | +/-   | Vereadores | +/-     |
| ----------------------- | ------------------------------ | ------ | --------------- | ----- | ---------- | ------- |
|                         | Partido Socialista             | 6 300  | 51,27 / 100,00  | 13,37 | 4 / 7      | 1       |
|                         | Partido Social Democrata       | 3 433  | 27,94 / 100,00  | 0,89  | 2 / 7      | Estável |
|                         | Coligação Democrática Unitária | 2 067  | 16,82 / 100,00  | 4,87  | 1 / 7      | 1       |
| Votos Inválidos         | Votos Inválidos                | 489    | 3,98 / 100,00   | 0,20  |            |         |
| Total                   | Total                          | 12 289 | 100,00 / 100,00 |       | 7 / 7      |         |
| Eleitorado/Participação | Eleitorado/Participação        | 18 957 | 64,83 / 100,00  | 3,06  |            |         |

### Chamusca
| Partido                 | Partido                        | Votos  | %               | +/-  | Vereadores | +/-     |
| ----------------------- | ------------------------------ | ------ | --------------- | ---- | ---------- | ------- |
|                         | Coligação Democrática Unitária | 3 672  | 52,83 / 100,00  | 1,61 | 4 / 7      | Estável |
|                         | Partido Socialista             | 1 549  | 22,29 / 100,00  | 2,32 | 2 / 7      | Estável |
|                         | Partido Social Democrata       | 897    | 12,91 / 100,00  | 0,25 | 1 / 7      | Estável |
|                         | Partido Popular                | 526    | 7,57 / 100,00   | 0,30 | 0 / 7      | Estável |
| Votos Inválidos         | Votos Inválidos                | 306    | 4,40 / 100,00   | 0,16 |            |         |
| Total                   | Total                          | 6 950  | 100,00 / 100,00 |      | 7 / 7      |         |
| Eleitorado/Participação | Eleitorado/Participação        | 10 556 | 65,84 / 100,00  | 5,72 |            |         |

### Constância
| Partido                 | Partido                        | Votos | %               | +/-  | Vereadores | +/-     |
| ----------------------- | ------------------------------ | ----- | --------------- | ---- | ---------- | ------- |
|                         | Coligação Democrática Unitária | 1 704 | 68,96 / 100,00  | 4,51 | 4 / 5      | Estável |
|                         | Partido Social Democrata       | 378   | 15,30 / 100,00  | 2,28 | 1 / 5      | Estável |
|                         | Partido Socialista             | 292   | 11,82 / 100,00  | 3,10 | 0 / 5      | Estável |
| Votos Inválidos         | Votos Inválidos                | 97    | 3,92 / 100,00   | 0,87 |            |         |
| Total                   | Total                          | 2 471 | 100,00 / 100,00 |      | 5 / 5      |         |
| Eleitorado/Participação | Eleitorado/Participação        | 3 276 | 75,43 / 100,00  | 2,39 |            |         |

### Coruche
| Partido                 | Partido                        | Votos  | %               | +/-  | Vereadores | +/-     |
| ----------------------- | ------------------------------ | ------ | --------------- | ---- | ---------- | ------- |
|                         | Coligação Democrática Unitária | 6 802  | 52,50 / 100,00  | 9,52 | 4 / 7      | 1       |
|                         | Partido Socialista             | 2 835  | 21,88 / 100,00  | 6,23 | 2 / 7      | Estável |
|                         | Partido Social Democrata       | 2 677  | 20,66 / 100,00  | 4,01 | 1 / 7      | 1       |
| Votos Inválidos         | Votos Inválidos                | 641    | 4,94 / 100,00   | 0,70 |            |         |
| Total                   | Total                          | 12 955 | 100,00 / 100,00 |      | 7 / 7      |         |
| Eleitorado/Participação | Eleitorado/Participação        | 21 697 | 59,71 / 100,00  | 2,06 |            |         |

### Entroncamento
| Partido                 | Partido                        | Votos  | %               | +/-  | Vereadores | +/-     |
| ----------------------- | ------------------------------ | ------ | --------------- | ---- | ---------- | ------- |
|                         | Partido Socialista             | 4 625  | 53,54 / 100,00  | 4,77 | 5 / 7      | 1       |
|                         | Partido Social Democrata       | 2 211  | 25,60 / 100,00  | 2,28 | 2 / 7      | Estável |
|                         | Coligação Democrática Unitária | 909    | 10,52 / 100,00  | 6,47 | 0 / 7      | 1       |
|                         | Partido Popular                | 580    | 6,71 / 100,00   | 4,33 | 0 / 7      | Estável |
| Votos Inválidos         | Votos Inválidos                | 313    | 3,62 / 100,00   | 0,26 |            |         |
| Total                   | Total                          | 8 638  | 100,00 / 100,00 |      | 7 / 7      |         |
| Eleitorado/Participação | Eleitorado/Participação        | 13 007 | 66,41 / 100,00  | 5,38 |            |         |

### Ferreira do Zêzere
| Partido                 | Partido                        | Votos | %               | +/-   | Vereadores | +/-     |
| ----------------------- | ------------------------------ | ----- | --------------- | ----- | ---------- | ------- |
|                         | Partido Social Democrata       | 2 549 | 42,26 / 100,00  | 11,00 | 3 / 5      | Estável |
|                         | Movimento Partido da Terra     | 1 913 | 31,71 / 100,00  | Novo  | 2 / 5      | Novo    |
|                         | Partido Socialista             | 739   | 12,25 / 100,00  | 6,19  | 0 / 5      | 1       |
|                         | Partido Popular                | 392   | 6,50 / 100,00   | 11,75 | 0 / 5      | 1       |
|                         | Coligação Democrática Unitária | 79    | 1,31 / 100,00   | 1,12  | 0 / 5      | Estável |
| Votos Inválidos         | Votos Inválidos                | 360   | 5,97 / 100,00   | 1,67  |            |         |
| Total                   | Total                          | 6 032 | 100,00 / 100,00 |       | 5 / 5      |         |
| Eleitorado/Participação | Eleitorado/Participação        | 9 225 | 65,39 / 100,00  | 4,18  |            |         |

### Golegã
| Partido                 | Partido                        | Votos | %               | +/-   | Vereadores | +/-     |
| ----------------------- | ------------------------------ | ----- | --------------- | ----- | ---------- | ------- |
|                         | Coligação Democrática Unitária | 1 808 | 51,33 / 100,00  | 2,42  | 3 / 5      | Estável |
|                         | Partido Socialista             | 1 070 | 30,38 / 100,00  | 11,46 | 2 / 5      | 1       |
|                         | Partido Social Democrata       | 497   | 14,11 / 100,00  | 9,41  | 0 / 5      | 1       |
| Votos Inválidos         | Votos Inválidos                | 147   | 4,17 / 100,00   | 0,36  |            |         |
| Total                   | Total                          | 3 522 | 100,00 / 100,00 |       | 5 / 5      |         |
| Eleitorado/Participação | Eleitorado/Participação        | 4 906 | 71,79 / 100,00  | 0,72  |            |         |

### Mação
| Partido                 | Partido                        | Votos | %               | +/-   | Vereadores | +/-     |
| ----------------------- | ------------------------------ | ----- | --------------- | ----- | ---------- | ------- |
|                         | Partido Social Democrata       | 3 478 | 51,21 / 100,00  | 1,20  | 3 / 5      | Estável |
|                         | Partido Socialista             | 1 958 | 28,83 / 100,00  | 14,68 | 2 / 5      | 1       |
|                         | Partido Popular                | 833   | 12,26 / 100,00  | 11,17 | 0 / 5      | 1       |
|                         | Coligação Democrática Unitária | 204   | 3,00 / 100,00   | 1,67  | 0 / 5      | Estável |
| Votos Inválidos         | Votos Inválidos                | 319   | 4,69 / 100,00   | 0,65  |            |         |
| Total                   | Total                          | 6 792 | 100,00 / 100,00 |       | 5 / 5      |         |
| Eleitorado/Participação | Eleitorado/Participação        | 9 596 | 70,78 / 100,00  | 2,77  |            |         |

### Ourém
| Partido                 | Partido                        | Votos  | %               | +/-  | Vereadores | +/-     |
| ----------------------- | ------------------------------ | ------ | --------------- | ---- | ---------- | ------- |
|                         | Partido Social Democrata       | 13 397 | 60,61 / 100,00  | 4,79 | 5 / 7      | 1       |
|                         | Partido Popular                | 4 093  | 18,52 / 100,00  | 8,72 | 1 / 7      | 1       |
|                         | Partido Socialista             | 3 097  | 14,01 / 100,00  | 1,85 | 1 / 7      | Estável |
|                         | Coligação Democrática Unitária | 602    | 2,72 / 100,00   | 1,06 | 0 / 7      | Estável |
| Votos Inválidos         | Votos Inválidos                | 913    | 4,13 / 100,00   | 1,00 |            |         |
| Total                   | Total                          | 22 102 | 100,00 / 100,00 |      | 7 / 7      |         |
| Eleitorado/Participação | Eleitorado/Participação        | 35 703 | 61,91 / 100,00  | 0,16 |            |         |

### Rio Maior
| Partido                 | Partido                        | Votos  | %               | +/-   | Vereadores | +/-     |
| ----------------------- | ------------------------------ | ------ | --------------- | ----- | ---------- | ------- |
|                         | Partido Socialista             | 7 972  | 65,81 / 100,00  | 4,75  | 5 / 7      | Estável |
|                         | Partido Social Democrata       | 2 794  | 23,06 / 100,00  | 11,13 | 2 / 7      | Estável |
|                         | Partido Popular                | 728    | 6,01 / 100,00   | -     | 0 / 7      | -       |
|                         | Coligação Democrática Unitária | 228    | 1,88 / 100,00   | 0,48  | 0 / 7      | Estável |
| Votos Inválidos         | Votos Inválidos                | 392    | 3,24 / 100,00   | 0,85  |            |         |
| Total                   | Total                          | 12 114 | 100,00 / 100,00 |       | 7 / 7      |         |
| Eleitorado/Participação | Eleitorado/Participação        | 17 537 | 69,08 / 100,00  | 4,43  |            |         |

### Salvaterra de Magos
| Partido                 | Partido                           | Votos  | %               | +/-  | Vereadores | +/-     |
| ----------------------- | --------------------------------- | ------ | --------------- | ---- | ---------- | ------- |
|                         | Partido Socialista                | 4 586  | 48,73 / 100,00  | 1,71 | 4 / 7      | Estável |
|                         | Coligação Democrática Unitária    | 2 212  | 23,50 / 100,00  | 3,28 | 2 / 7      | Estável |
|                         | Partido Social Democrata          | 1 896  | 20,15 / 100,00  | 1,25 | 1 / 7      | Estável |
|                         | Partido da Solidariedade Nacional | 278    | 2,95 / 100,00   | Novo | 0 / 7      | Novo    |
| Votos Inválidos         | Votos Inválidos                   | 439    | 4,66 / 100,00   | 0,78 |            |         |
| Total                   | Total                             | 9 411  | 100,00 / 100,00 |      | 7 / 7      |         |
| Eleitorado/Participação | Eleitorado/Participação           | 16 140 | 58,31 / 100,00  | 2,26 |            |         |

### Santarém
| Partido                 | Partido                        | Votos  | %               | +/-   | Vereadores | +/-     |
| ----------------------- | ------------------------------ | ------ | --------------- | ----- | ---------- | ------- |
|                         | Partido Socialista             | 18 538 | 51,81 / 100,00  | 12,49 | 6 / 9      | 2       |
|                         | Partido Social Democrata       | 8 811  | 24,62 / 100,00  | 10,67 | 2 / 9      | 2       |
|                         | Coligação Democrática Unitária | 4 463  | 12,47 / 100,00  | 1,53  | 1 / 9      | Estável |
|                         | Partido Popular                | 2 166  | 6,05 / 100,00   | 3,41  | 0 / 9      | Estável |
|                         | União Democrática Popular      | 438    | 1,22 / 100,00   | 0,56  | 0 / 9      | Estável |
| Votos Inválidos         | Votos Inválidos                | 1 365  | 3,81 / 100,00   | 0,41  |            |         |
| Total                   | Total                          | 35 781 | 100,00 / 100,00 |       | 9 / 9      |         |
| Eleitorado/Participação | Eleitorado/Participação        | 54 583 | 65,55 / 100,00  | 4,11  |            |         |

### Sardoal
| Partido                 | Partido                           | Votos | %               | +/-   | Vereadores | +/-     |
| ----------------------- | --------------------------------- | ----- | --------------- | ----- | ---------- | ------- |
|                         | Partido Social Democrata          | 1 547 | 49,68 / 100,00  | 14,65 | 3 / 5      | 1       |
|                         | Partido Socialista                | 1 306 | 41,94 / 100,00  | 16,15 | 2 / 5      | 1       |
|                         | Partido da Solidariedade Nacional | 117   | 3,76 / 100,00   | Novo  | 0 / 5      | Novo    |
|                         | Coligação Democrática Unitária    | 43    | 1,38 / 100,00   | 1,18  | 0 / 5      | Estável |
| Votos Inválidos         | Votos Inválidos                   | 101   | 3,25 / 100,00   | 1,07  |            |         |
| Total                   | Total                             | 3 114 | 100,00 / 100,00 |       | 5 / 5      |         |
| Eleitorado/Participação | Eleitorado/Participação           | 3 979 | 78,26 / 100,00  | 2,81  |            |         |

### Tomar
| Partido                 | Partido                        | Votos  | %               | +/-   | Vereadores | +/-  |
| ----------------------- | ------------------------------ | ------ | --------------- | ----- | ---------- | ---- |
|                         | Partido Socialista             | 12 899 | 50,86 / 100,00  | 12,86 | 4 / 7      | 1    |
|                         | Partido Social Democrata       | 8 048  | 31,74 / 100,00  | 6,47  | 3 / 7      | 1    |
|                         | Coligação Democrática Unitária | 1 434  | 5,65 / 100,00   | 6,73  | 0 / 7      | 1    |
|                         | Partido Popular                | 1 293  | 5,10 / 100,00   | 14,49 | 0 / 7      | 1    |
|                         | Movimento Partido da Terra     | 517    | 2,04 / 100,00   | Novo  | 0 / 7      | Novo |
| Votos Inválidos         | Votos Inválidos                | 1 169  | 4,61 / 100,00   | 0,15  |            |      |
| Total                   | Total                          | 25 360 | 100,00 / 100,00 |       | 7 / 7      |      |
| Eleitorado/Participação | Eleitorado/Participação        | 39 852 | 63,64 / 100,00  | 1,60  |            |      |

### Torres Novas
| Partido                 | Partido                        | Votos  | %               | +/-  | Vereadores | +/-     |
| ----------------------- | ------------------------------ | ------ | --------------- | ---- | ---------- | ------- |
|                         | Partido Socialista             | 8 269  | 39,52 / 100,00  | 4,74 | 3 / 7      | Estável |
|                         | Partido Social Democrata       | 8 181  | 39,10 / 100,00  | 2,50 | 3 / 7      | Estável |
|                         | Coligação Democrática Unitária | 2 830  | 13,53 / 100,00  | 1,87 | 1 / 7      | Estável |
|                         | Partido Popular                | 557    | 2,66 / 100,00   | 1,06 | 0 / 7      | Estável |
| Votos Inválidos         | Votos Inválidos                | 1 084  | 5,18 / 100,00   | 0,08 |            |         |
| Total                   | Total                          | 20 921 | 100,00 / 100,00 |      | 7 / 7      |         |
| Eleitorado/Participação | Eleitorado/Participação        | 31 961 | 65,46 / 100,00  | 5,29 |            |         |

### Vila Nova da Barquinha
| Partido                 | Partido                           | Votos | %               | +/-  | Vereadores | +/-     |
| ----------------------- | --------------------------------- | ----- | --------------- | ---- | ---------- | ------- |
|                         | Partido Socialista                | 2 119 | 48,01 / 100,00  | 5,48 | 3 / 5      | Estável |
|                         | Partido Social Democrata          | 1 385 | 31,38 / 100,00  | 7,96 | 2 / 5      | Estável |
|                         | Coligação Democrática Unitária    | 488   | 11,06 / 100,00  | 1,97 | 0 / 5      | Estável |
|                         | Partido da Solidariedade Nacional | 246   | 5,57 / 100,00   | Novo | 0 / 5      | Novo    |
| Votos Inválidos         | Votos Inválidos                   | 176   | 3,99 / 100,00   | 0,57 |            |         |
| Total                   | Total                             | 4 414 | 100,00 / 100,00 |      | 5 / 5      |         |
| Eleitorado/Participação | Eleitorado/Participação           | 6 549 | 67,40 / 100,00  | 1,51 |            |         |